# Badia de Son Servera
La badia de Son Servera és una petita badia de Mallorca no gaire profunda que es troba als termes municipals de Son Servera i de Sant Llorenç del Cardassar. Està situada entre la Punta de n'Amer i el Cap del Pinar.
En aquesta badia hi ha centres turístics importants com la urbanització de Cala Millor, la de Cala Bona i la de Costa des Pins. A més també s'hi troba el port esportiu de Cala Bona.
Els principals torrents que desemboquen en aquesta badia són el torrent de Son Jordi i el torrent de sa Font des Molins.